# シアン化リチウム
シアン化リチウム(Lithium cyanide)は、化学式LiCNの無機化合物である。毒性があり、白色で、吸湿性を持ち、水に可溶の塩である。用途は、ニッチなものに限られる。

## 製造
シアン化リチウムは、水酸化リチウムとシアン化水素の反応により作られる。研究室スケールでは、シアン化水素の代わりにアセトンシアノヒドリンが用いられる。
(CH3)2C(OH)CN  +  LiH   →  (CH3)2CO  +  LiCN  +  H2

## 利用
600℃近くに加熱すると、シアナミドと炭素に分解される。酸と反応すると、シアン化水素を与える。
シアン化リチウムは、有機化合物のシアン化のための試薬としても用いられる。
RX  +  LiCN  →   RCN